# كأس آيسلندا 2015
كأس آيسلندا 2015 هو الموسم 56 من كأس آيسلندا. أقيم خلال الفترة 1 مايو 2015 وحتى 15 أغسطس 2015، وأشرف على تنظيمه اتحاد آيسلندا لكرة القدم، وكان عدد الأندية المشاركة فيه 32، وفاز فيه Valur (club) ‏.